# Andrzej Klimaszewski (kajakarz)
Andrzej Aleksander Klimaszewski (ur. 26 listopada 1954 w Poznaniu) – polski kajakarz, medalista mistrzostw świata, olimpijczyk.
Największe sukcesy odniósł w startach na nieolimpijskim dystansie 10 000 m w kajakach czwórkach (K-4). Trzykrotnie był wicemistrzem świata w tej konkurencji: w Belgradzie (1978) (partnerzy: Krzysztof Lepianka, Zbigniew Torzecki, Zdzisław Szubski), w Duisburgu (1979) (partnerzy: Lepianka, Torzecki, Szubski) i w Nottingham (1981) (partnerzy: Leszek Jamroziński, Ryszard Oborski, Szubski). Dwa razy zdobywał brązowe medale: w Sofii (1977) (partnerzy: Lepianka, Torzecki, Szubski) i w Tampere (1983) (partnerzy: Ireneusz Ciurzyński, Oborski, Krzysztof Szczepański).
Startował na Igrzyskach Olimpijskich w 1980 w Moskwie w konkurencji kajaków-dwójek (K-2) na 1000 m w parze z Krzysztofem Lepianką; odpadli w repasażach.
Klimaszewski był pięciokrotnym mistrzem Polski: w wyścigu K-1 na 10000 m (1979), K-2 na 500 m (1980), K-2 na 10000 m (1980, 1981 i 1982).
Był zawodnikiem Warty Poznań.